# Beat Wittwer

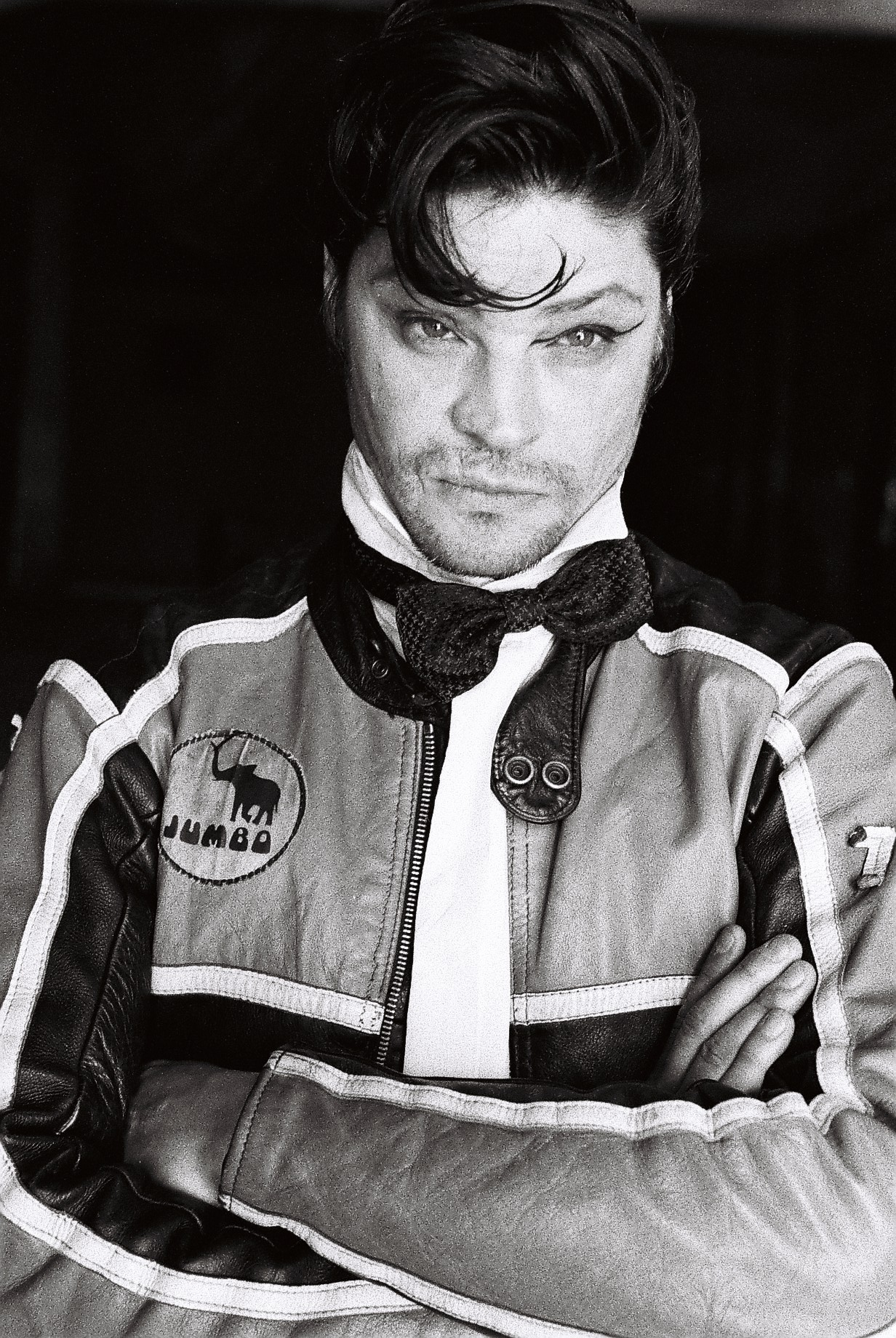
Beat Wittwer

Beat Wittwer (* 1966 in Zürich) ist ein Schweizer Schauspieler.
Wittwer wurde durch seine Rollen in den Film- und Fernsehproduktionen wie beispielsweise Liebe deine Nächste von Detlev Buck, der Neuverfilmung des Klassikers Und Jimmy ging zum Regenbogen, Berlin, Berlin, Doppelter Einsatz bekannt.
Seine Ausbildung erhielt er an der Hochschule für Schauspielkunst „Ernst Busch“ Berlin.

## Filmografie (Auswahl)

### Fernsehen
- 1998: Fahndungsakte
- 2003: Berlin, Berlin
- 2005: Doppelter Einsatz
- 2018: Der Bestatter (Fernsehserie)

### Kino
- 1997: Liebe deine Nächste
- 2001: Schizo
- 2007: Die Nacht der verlorenen Seelen
- 2008: Und Jimmy ging zum Regenbogen
- 2008: Die Wildkatzen von St. Pauli
- 2008: Abaron